# China Investment Corporation
China Investment Corporation (CIC) is een sovereign wealth fund van de Volksrepubliek China. CIC werd opgericht op 29 september 2007 om de grote buitenlandse valutareserves van China wereldwijd te investeren. Het fonds begon met een startkapitaal van US$ 200 miljard. Eind 2015 was dit gestegen tot ruim US$ 800 miljard, in dat jaar het op een na grootste sovereign wealth fund ter wereld.

## Activiteiten
CIC werd in 2007 opgericht om een deel van de Chinese buitenlandse valutareserves te beheren. China had dit vermogen opgebouwd door over een reeks van jaren grote overschotten op de lopende rekeningen te realiseren. Het geld heeft China niet direct nodig en het fonds kan het vermogen voor een langere periode vastleggen in beleggingen of investeringen. Het fonds zoekt een maximaal rendement binnen de afgesproken risicomaatstaven.
De CIC heeft de activiteiten over drie onderdelen gespreid:
- CIC International werd opgericht in september 2011. Dit onderdeel belegt wereldwijd in effecten met een beursnotering. Dit kunnen zijn aandelen, obligaties, derivaten, hedgefondsen en onroerend goed. Het belegt een klein deel zelf en twee derde van het vermogen wordt beheerd door externe vermogensbeheerders.[2]
- CIC Capital werd in januari 2015 opgericht om wereldwijd te investeren in bedrijven eventueel zonder een beursnotering.
- Central Hujin Investment belegt uitsluitend in Chinese staatsbedrijven, met name de grootbanken. Het fonds bemoeit zich niet met het dagelijks bestuur en gedraagt zich als normaal aandeelhouder met het doel de waarde van de beleggingen ten minste te behouden. Central Hujin had per jaarultimo 2015 aanzienlijke aandelenbelangen in:[2]
  - China Development Bank: 35%
  - Industrial and Commercial Bank of China: 35%
  - Agricultural Bank of China: 40%
  - Bank of China: 64% en
  - China Construction Bank: 57%.

Het totaal belegd vermogen per eind 2015 was US$ 810 miljard.. Het fonds geeft niet aan hoeveel geld in elk van de drie onderdelen is belegd. Per 30 juni 2016 telde het fonds bijna 600 medewerkers. Naast het kantoor in China heeft het fonds kantoren in Hongkong en New York. In december 2015 besloot CIC het kantoor in Toronto na vijf jaar te sluiten. Het had in 2011 het kantoor geopend om, in lijn met het toenmalige Chinese politieke beleid, belangen op te bouwen in mijnbouw- en energiebedrijven. In 2009 investeerde het US$ 500 miljoen in SouthGobi Resources, dit bedrijf met het hoofdkantoor in Vancouver heeft in Mongolië steenkolenmijnen. Verder investeerde het US$ 1,7 miljard in Teck Resources. In 2010 volgden diverse beleggingen in de Canadese teerzanden van in totaal US$ 1,9 miljard. Deze investeringen hebben echter tot aanzienlijke verliezen geleid waardoor CIC besloot de activiteiten hier af te bouwen.
De voorzitter van het bedrijf is Ding Quedong. Het bedrijf is goed transparant, het scoorde in 2015 een 8 van de maximale 10 punten op de Linaburg-Maduell transparantie-index.